# 皷川町
皷川町（つづみがわちょう）は、鹿児島県鹿児島市の町。郵便番号は892-0807。旧鹿児島府下上町皷川町。人口は841人、世帯数は435世帯（2020年10月1日現在）。皷川町の全域で住居表示を実施している。

## 地理
鹿児島市の中央部、稲荷川の下流域に位置している。町域の北方に東坂元、南方から西方にかけて池之上町、西方及び東方に坂元町、東方に稲荷町が接している。
町域は台地に挟まれた谷間に位置しており、南北に長くなっている。中央部を南北に皷川が流れており、町域の南東端で稲荷川に合流する。

### 河川
- 稲荷川
- 皷川

### 町名の由来
皷川町という町名は隼人の楽人が催馬楽（せばる）を奏した音声が響いてくる音に由来しているという説がある。また、「轟小路」とも呼称されることがある。

## 歴史
江戸時代には吉野街道に沿って士屋敷が立ち並んでいた。皷川という地名は明治時代初期より見え、鹿児島府下上町のうちであった。
1888年（明治21年）に公布された市制（明治21年法律第1号）に基づき、1889年（明治22年）2月2日に官報に掲載された「 市制施行地」（内務省告示第1号）によって鹿児島が市制施行地に指定された。3月5日には鹿児島県令第26号によって鹿児島郡のうち50町村が市制による鹿児島市の区域と定められ、4月1日に市制が施行されたのに伴い、鹿児島郡50町村（山下町、平之馬場町、新照院通町、長田町、冷水通町、上竜尾町、下竜尾町、池之上町、鼓川町、稲荷馬場町、清水馬場町、春日小路町、車町、恵美須町、小川町、和泉屋町、浜町、向江町、栄町、柳町、易居町、中町、金生町、東千石馬場町、西千石馬場町、汐見町、泉町、築町、生産町、六日町、新町、松原通町、船津町、呉服町、大黒町、堀江町、住吉町、新屋敷通町、加治屋町、山之口馬場町、樋之口通町、薬師馬場町、鷹師馬場町、西田町、上之園通町、高麗町、下荒田町、荒田村、西田村、塩屋村）の区域より鹿児島市が成立した。それまでの皷川町は鹿児島市の町「皷川町」となった。1968年（昭和43年）7月には皷川町の全域で住居表示が実施された。
1992年（平成4年）8月10日に坂元町国料地区にて住居表示が実施されたのに伴い、坂元町の一部が皷川町に編入された。

### 町域の変遷
| 変更後         | 変更年            | 変更前         |
| -------------- | ----------------- | -------------- |
| 皷川町（一部） | 1992年（平成4年） | 坂元町（一部） |

## 人口
以下の表は国勢調査による小地域集計が開始された1995年以降の人口の推移である。
| 年                 | 人口  |
| ------------------ | ----- |
| 1995年（平成7年）  | 1,264 |
| 2000年（平成12年） | 1,268 |
| 2005年（平成17年） | 1,129 |
| 2010年（平成22年） | 1,022 |
| 2015年（平成27年） | 973   |
| 2020年（令和2年）  | 841   |

## 施設

### 公共
- 市営皷川住宅

### 寺社
- 發照寺

## 小・中学校の学区
市立小・中学校に通う場合、学区（校区）は以下の通りとなる。
| 町丁   | 番・番地 | 小学校               | 中学校               |
| ------ | -------- | -------------------- | -------------------- |
| 皷川町 | 全域     | 鹿児島市立清水小学校 | 鹿児島市立清水中学校 |